# Caisse des dépôts et consignations
Caisse des dépôts et consignations – w skrócie CDC, czasami nazywana Caisse des Dépôts – francuska publiczna instytucja finansowa utworzona w 1816 roku.
Podporządkowana jest komisji nadzorczej podlegącej bezpośrednio Parlamentowi. Prowadzi działania w interesie ogólnym w imieniu państwa i wspólnot lokalnych, a także działania rynkowe. Jej siedziba znajduje się w 7. dzielnicy Paryża (3 quai Anatole-France i 56 rue de Lille). Zatrudnia zarówno urzędników służby cywilnej, jak i personel na kontraktach zawartych zgodnie z prawem prywatnym i układami zbiorowymi.
Kasa zarządza oszczędnościami zdeponowanymi na książeczkach oszczędnościowych (tzw. livret A) tzn. około 7% całości oszczędności obywateli Republiki Francuskiej.
CDC posiada 50% akcji francuskiego publicznego banku inwestycyjnego Bpifrance, który zajmuje się głównie finansowaniem działalności przedsiębiorstw.

## Historia
CDC była odpowiedzialna za przekazanie odszkodowań państwa francuskiego dla właścicieli niewolników na Réunion, Gwadelupie, Martynice i w Gujanie, Senegalu oraz Madagaskarze w związku z abolicją niewolnictwa w 1848 roku. Ówcześnie Francja posiadała 248 560 niewolników w swoich koloniach. 